# Fülöp József (költő)
Fülöp József (Szászrégen, 1904. január 30. – Kackó, 1975. december 3.) magyar költő, szerkesztő.

## Életútja
A székelykeresztúri unitárius gimnázium tanulójaként az Orbán Balázs Önképzőkör Hajnal című ifjúsági lapját szerkesztette; jogi tanulmányokat Szegeden folytatott, ott jelentette meg zsengéit Vergődik, lázadoz a lelkem című alatt (1925). Szamosújvárott lett hivatalnok, a Heti Hírek és a Szamos Tükre című helyi hetilapok főmunkatársa (1929–31). Írásait a Pásztortűz közölte. Fakírrá lesz a lelkünk (Szamosújvár, 1934) című verskötete a népballadák hangját idézi tragikus csengéssel.